# Дубингский мост
Дубингский мост — автодорожный деревянный балочный мост через самое длинное озеро Литвы — Асвяя, расположенный у местечка Дубингяй Молетского района в региональном парке Асвея. Один из трёх деревянных мостов в Литве, расположенных на дорогах государственного значения. В 1995 году Дубингский мост объявлен техническим и историческим памятником (рег. № 4492, S20).

## История
Перед постройкой моста через озеро под опекой графа Тышкявичюса были построены паром и коттедж паромщика. В 1933 году президент республики Сметона не смог переехать в город через озеро, когда прибыл в Дубингяй. По этой причине и по просьбе местных жителей было разрешено построить мост. 3 июня 1934 года в присутствии президента мост был торжественно открыт.
В 1998 году о время раскопок возле Дубингского моста были обнаружены сваи древнего моста. Остатки 24 дубовых и хвойных опор находятся на глубине 1,2 — 12 м. Это остатки средневекового моста, соединявшего в то время остров Дубингского замка с берегом. О длительном сроке службы моста свидетельствует тот факт, что мост неоднократно ремонтировался или перестраивался, так как части опор не представляют собой единую систему. Самая ранняя картина Дубингского замка, на которой изображены руины бывшего дворца и мост, ведущий к замку, оставлена художником Наполеоном Орда в 1870 году.

## Конструкция
Мост деревянный балочный, имеет 12 пролётов. Опоры деревянные из дубовых свай. Длина моста составляет 76,4 м, ширина 6 м, высота 2,6 м. Вес транспортных средств, проезжающих по мосту, ограничен 5 т. Сооружение эксплуатируется ГП «Дороги Утянского края».

## Галерея

Дубингский мост
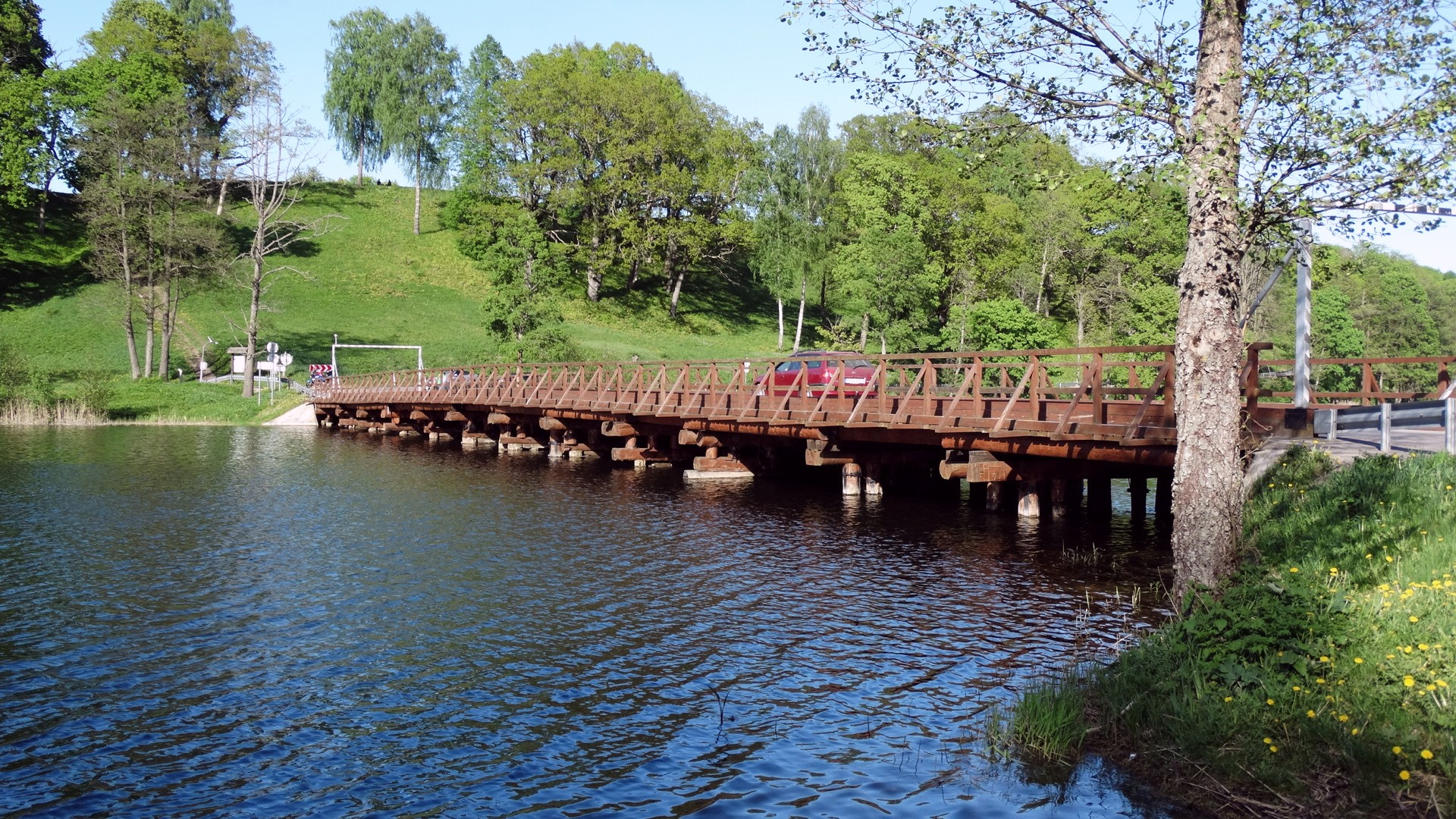
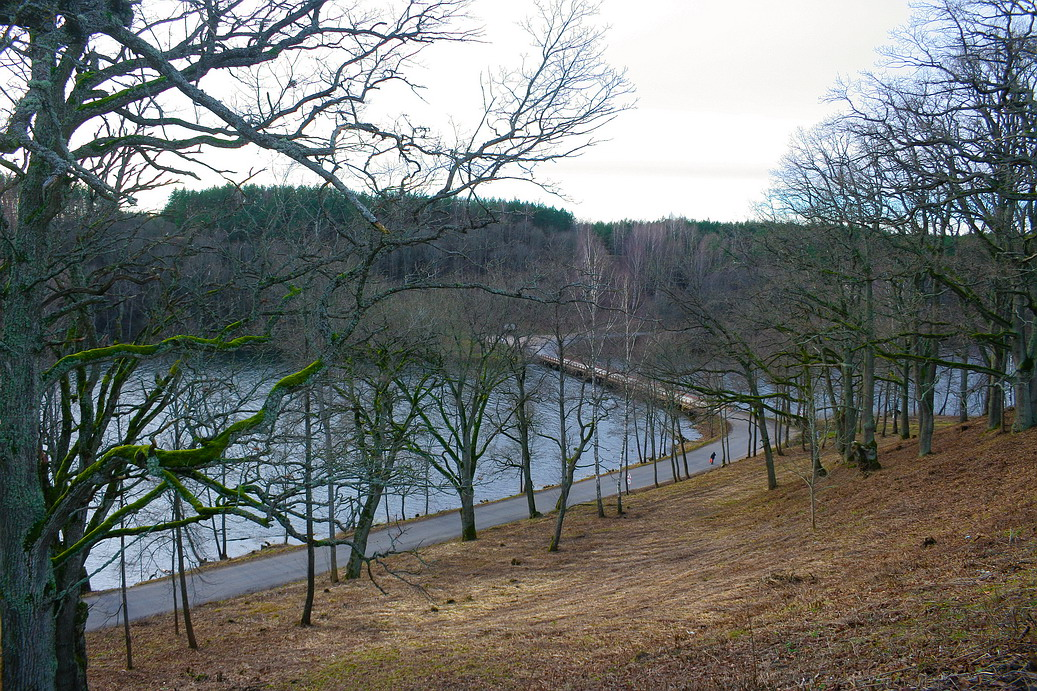
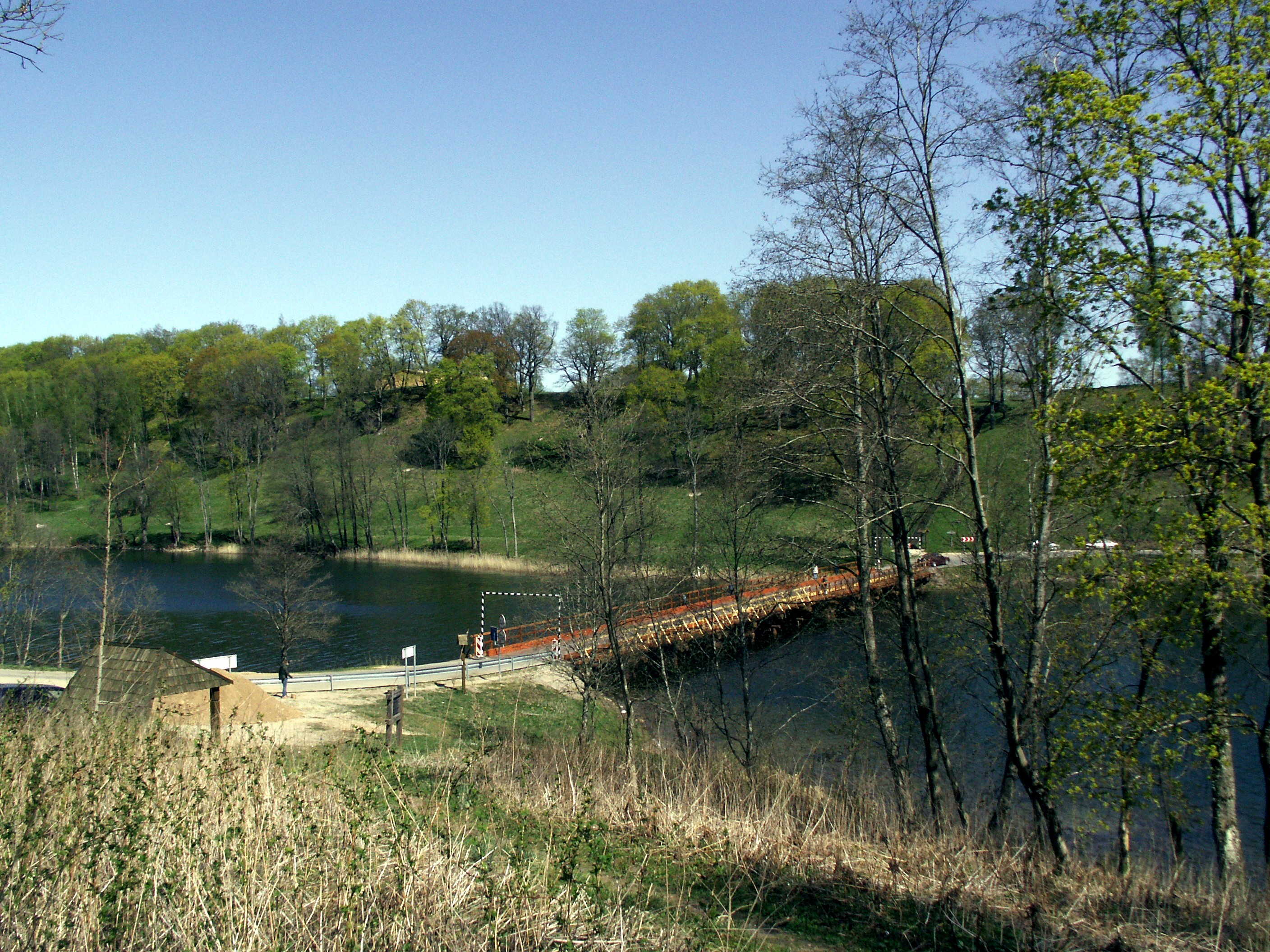